# Devlin (рэпер)
Джеймс Девлин (англ. James Devlin), более известный как просто Девлин — британский рэпер, грайм-исполнитель, один из участников и основателей коллективов O.T Crew и The Movement.

## Биография
Девлин родился 7 мая 1989 года в Бермондси и вырос в жилом комплексе в Дагенхэме. Его мать была работником совета, в то время как отец был водителем погрузчика.
Дэвлин (Devlin) является одним из самых техничных исполнителей в стиле грайм. Сам он из Дэгенхэм, одного из районов восточного Лондона. В своё время он был замечен ещё одним представителем грайма из Лондона — Догзилой (Dogzilla), который представлял O.T Crew. И в 2006 году Дэвлин выпускает свой дебютный микстейп «Tales From The Crypt», ставший широко популярным.

## Карьера

### Начало
Devlin начал работать с группой грайм MC, называемой The O.T Crew (участники: Dogzilla и Deeperman). Вскоре он переходит в другой коллектив The Movement, участниками которого являются: его друг и представитель грайм движения восточного Лондона Ghetts и представители Лондонского севера: Wretch 32 и Scorcher. В декабре 2006 года The Movement выпускают их первый и единственный релиз под названием Tempo Specialists. Позже треки Devlin’a стали появляться на радиостанциях. Таких как: Kiss FM, BBC Radio 1Xtra, Tim Westwood, Cameo. Devlin выпускает свой второй микстейп под названием The Art of Rolling в 2008 году. Звезда американского репа Kanye West выложил в своем блоге видео, как Devlin появляется на Grime DVD practice hours когда ему было всего 15 лет.

### 2010—2011: Bud, Sweat and Beers
Его дебютный альбом, Bud, Sweat and Beers был опубликован на Island Records в 2010 году. Его первый сингл с альбома под названием «Brainwashed», дебютировал 8 августа 2010 в британском чарте UK Singles Chart под номером 31 и под номером 11 на UK R&B Chart. Второй сингл, «Runaway», был выпущен 24 октября 2010, тогда же он и дебютировал на 15 месте, став самым успешным синглом Devlin’a того времени. Альбом Bud, Sweat and Beers выпущен 1 ноября 2010 и дебютировал на 21 месте UK Albums Chart. «London City» вошёл в чарты Великобритании под номером 181 и стал самым загружаемым цифровым синглом альбома Devlin’a. Третьим синглом, выпущенным с альбома стал: «Let It Go» под руководством британского продюсера Labrinth. Трек после своего выпуска 31 января 2011 вошёл в чарты Британии под номером 59. В январе 2011 Devlin появился на британской версии трека «Price Tag» певицы Jessie J.
Devlin также участвовал в сингле Tinchy Stryder'a «Game Over» с такими исполнителями как: Giggs, Professor Green, Tinie Tempah, Example и Chipmunk.

### 2012—по настоящее время: A Moving Picture
В интервью с Тимом Уэствудом на радио BBC Radio 1Xtra Devlin рассказал о том, что планирует выпустить второй альбом под названием A Moving Picture в октябре 2012 года. Он также выпустил мини-альбом The Director’s Cut, содержащий пять треков. Однако по неизвестным причинам релиз его второго альбома был отложен до февраля 2013 года. A Moving Picture был выпущен 4 февраля 2013 года и занял 19 место в альбомном чарте Великобритании.

## Дискография

### Студийные альбомы
- Bud, Sweat and Beers (2010)
- A Moving Picture (2013)
- The Devil In (2017)

### EP
- The Devz EP (2008)
- The Director's Cut (2012)

### Микстейпы
- Tales from the Crypt (2006)
- The Art of Rollin' (2008)